# Oljokma

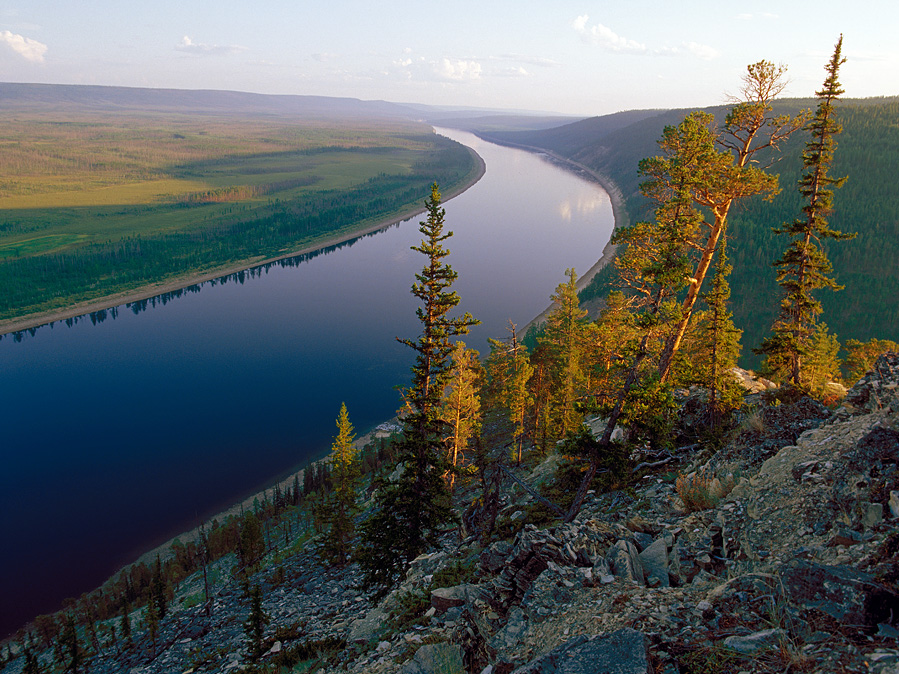

De Oljokma (Russisch: Олёкма) is een zijrivier van de Lena in Siberië, Rusland. De rivier is ongeveer 1320 kilometer lang. Ze ontspringt ten zuiden van het Jablonovygebergte, ten westen van Mogotsja. De Oljokma stroomt noordwaarts en mondt uit in de Lena nabij Oljokminsk.
- Gemeinsame Normdatei: 4224148-0
- Virtual International Authority File: 315135011